# Resident Evil 3 (jogo eletrônico de 2020)
Resident Evil 3, chamado no Japão de Biohazard RE:3 (バイオハザード RE:3, Baiohazādo Āru Ī Surī), é um jogo eletrônico de survival horror desenvolvido e publicado pela Capcom. É uma recriação de Resident Evil 3: Nemesis, lançado em 1999, e o enredo segue Jill Valentine tentando escapar de um incidente biológico causado pelos experimentos da Umbrella Corporation enquanto é caçada por uma arma biológica inteligente conhecida como Nemesis. Foi lançado em abril de 2020 para Microsoft Windows, PlayStation 4 e Xbox One, e em junho de 2022 para PlayStation 5 e Xbox Series X/S. O jogo também possui um modo multijogador on-line, conhecido como Resident Evil: Resistance.
Resident Evil 3 foi geralmente bem recebido pela crítica especializada, com elogios direcionados ao seus gráficos, apresentação e jogabilidade, embora tenha sido criticado por sua curta duração, ritmo e ausência de elementos do jogo original. O jogo vendeu mais de 9,6 milhões de cópias em todo o mundo, ate 2024.

## Jogabilidade
Resident Evil 3 é uma recriação de Resident Evil 3: Nemesis, um jogo eletrônico de survival horror lançado para o PlayStation em 1999. Enquanto o jogo original usa controles de tanque e ângulos de câmera fixa, essa recriação apresenta uma jogabilidade de tiro em terceira pessoa, semelhante ao Resident Evil 2, de 2019. Também inclui um modo multiplayer online, Resident Evil: Resistance, que coloca uma equipe de quatro jogadores contra um "mentor" que pode criar armadilhas, inimigos e outros perigos.

## Premissa
A história se passa em setembro de 1998, durante os eventos de Resident Evil 2. Os jogadores controlam a ex-oficial da S.T.A.R.S, Jill Valentine, enquanto ela tenta escapar de Raccoon City durante um incidente biológico causado pelos experimentos de armas biológicas da Umbrella Corporation. Jill é caçada por uma arma biológica inteligente conhecido como Nemesis, que tenta matar ela e todos os demais membros da S.T.A.R.S.

## Desenvolvimento
O desenvolvimento de Resident Evil 3 durou aproximadamente três anos, antes de ser anunciado oficialmente em 2019. A produção foi realizada pela Capcom e sua subsidiária K2 Inc com a assistência da M-Two, fundada pelo ex-CEO da PlatinumGames, Tatsuya Minami. O jogo foi criado no motor gráfico RE Engine, o mesmo usado em Resident Evil 7: Biohazard (2017), Devil May Cry 5 (2019) e Resident Evil 2 (2019). O modo multijogador, Resident Evil: Resistance, foi desenvolvido externamente pela NeoBards Entertainment e foi anunciado anteriormente como um jogo separado, Project Resistance.
Os produtores Masachika Kawata e Peter Fabiano disseram que a equipe tentou honrar a abordagem mais orientada para a ação do jogo original. Eles alteraram o design dos personagens, com Jill vestindo roupas mais realistas e Carlos Oliveira sendo "mais áspero nas pontas". Nemesis, um dos aspectos centrais do jogo, foi redesenhado e recebeu novas maneiras de rastrear jogadores em comparação com Tyrant de Resident Evil 2. Em termos de aparência visual, Fabiano mencionou que o diretor de arte Yonghee Cho queria fazer Nemesis parecer que poderia se encaixar em uma Raccoon City reimaginada e foto-realista e deveria se sentir como um modelo de protótipo, acrescentando que a equipe de desenvolvimento queria dar aos jogadores a sensação que eles estavam sendo perseguidos constantemente por um ser biológico implacável e ágil, encontrando um equilíbrio entre fazer com que os jogadores se sentissem ansiosos e também lhes oferecer períodos de descanso.

## Recepção
Resident Evil 3 recebeu críticas "geralmente favoráveis", de acordo com o agregador de resenhas Metacritic. Os elogios foram direcionados aos seus elementos gráficos, som, jogabilidade e terror em ritmo acelerado. A Kotaku analisou positivamente o jogo, chamando-o de "uma experiência intensa e confiante da série Resident Evil". A IGN deu ao jogo um 9/10 e observou que ele era tão forte quanto seu antecessor.
Algumas críticas foram direcionadas à curta duração do jogo e também à falta de alguns elementos do jogo original. A GameSpot disse que o título começa com uma ótima nota, mas não conseguiu acompanhá-la durante todo o jogo. A PC Gamer deu ao jogo um 58/100, dizendo: "Em última análise, é um jogo extremamente superficial, com valores de produção luxuosos que não conseguem mascarar o quão apressado e pouco ambicioso [isso é]". A Eurogamer também criticou a curta duração do jogo, dizendo: "tudo isso — o ritmo, a progressão, a ação e o design de Nemesis — contribuem para a sensação de que o remake de Resident Evil 3 acabou cedo demais". A The Verge deu ao jogo uma crítica positiva, mas trouxe à tona a curta duração, dizendo que o remake "foi divertido enquanto durou".

### Vendas
Resident Evil 3 vendeu mais de dois milhões de cópias em seus primeiros cinco dias de lançamento, embora a Capcom tenha declarado que quase metade das vendas do jogo foram provenientes de versões digitais. No Japão, a versão para PlayStation 4 vendeu mais de 189 mil unidades em sua primeira semana de lançamento, tornando-o o segundo jogo de varejo mais vendido da semana, atrás de Animal Crossing: New Horizons. Resident Evil 3 vendeu 2,5 milhões de cópias até maio de 2020, e 2,7 milhões de unidades até 30 de junho de 2020. Embora este último seja um declínio de 55% em relação aos 4,2 milhões de cópias vendidas de seu antecessor em um período de tempo semelhante, a Capcom considerou as vendas do jogo como sólidas e de acordo com suas expectativas. Em janeiro de 2021, a Capcom informou que o título havia vendido 3,6 milhões de cópias. Em outubro de 2021, a empresa informou que Resident Evil 3 havia vendido 3,9 milhões de unidades, classificando o jogo como um "hit".O jogo vendeu 9,6 milhões de cópias até dezembro de 2024, sendo grande parte delas em formatos digitais.